# 橋本芙美
橋本 芙美（はしもと ふみ、1979年8月30日 - ）は、日本のテレビドラマ・映画プロデューサー。埼玉県出身。共同テレビジョン（共テレ）所属。

## 人物・経歴
埼玉県立浦和西高等学校卒業。津田塾大学学芸学部英文学科卒業後、2002年4月に共同テレビに入社。数年間、アシスタント・プロデューサーとして経験を積み、2005年、金曜エンタテイメント枠で放送された『空中ブランコ』で初プロデュース。その後2006年から2年間、映画製作部へ異動し、『チェスト！』などの制作に関わる。2008年からはドラマ部・映画製作部兼任プロデューサー。配偶者は映画監督の羽住英一郎。
単独プロデュースした『絶対彼氏〜完全無欠の恋人ロボット〜』で第10回ヤング映像クリエーターを励ます賞・優秀賞、『メイちゃんの執事』でザテレビジョンドラマアカデミー賞・作品賞、『フリーター、家を買う。』でエランドール賞・プロデューサー奨励賞などを受賞している。演出家は河野圭太、石川淳一、城宝秀則と組む機会が多い。
2011年にプロデュースした『マルモのおきて』は、当初控えめだった視聴率が右肩上がりに上昇し、最終回は23.9%を記録。主題歌の『マル・マル・モリ・モリ!』は50万枚を売り上げ、同年の紅白歌合戦でも歌唱されるなど、ブームを引き起こした。続いてプロデュースした『家族のうた』では、同作品の設定が1987年にTBS（放送当時）で放送された『パパはニュースキャスター』と類似していると同作品の脚本家だった伴一彦からTwitterで指摘され、TBSテレビ（現法人）がフジテレビに抗議し、ドラマ設定を修正したこともある。同年の活躍から、ウーマン・オブ・ザ・イヤー（日経ウーマン）のヒットメーカー部門賞、ヒットメーカー・オブ・ザ・イヤー（日経エンタテインメント!）のグランプリを受賞している。

## 作品
- ★=単独プロデュース
- 表記がないものはフジテレビ制作

### テレビドラマ

#### プロデュース
- 空中ブランコ（2005年5月27日）
- 黒革の手帖スペシャル〜白い闇（2005年7月2日、テレビ朝日）
- 海猿 UMIZARU EVOLUTION（2005年7月 - 9月）
- 絶対彼氏〜完全無欠の恋人ロボット〜（2008年4月 - 6月）★
- メイちゃんの執事（2009年1月 - 3月）★
- 絶対彼氏〜完全無欠の恋人ロボット〜 最終章スペシャル（2009年3月24日）★
- 世にも奇妙な物語 秋の特別編（2009年10月5日）
- インディゴの夜（2010年1月 - 4月、東海テレビ）
- 泣かないと決めた日（2010年1月 - 3月）★
- 絶対泣かないと決めた日〜緊急スペシャル〜（2010年7月2日）★
- フリーター、家を買う。（2010年10月 - 12月）★
- マルモのおきて（2011年4月 - 6月）★
- フリーター、家を買う。スペシャル（2011年10月）★
- マルモのおきてスペシャル（2011年10月）★
- 家族のうた（2012年4月 - 6月）
- 僕のいた時間（2014年1月 - 3月）
- マルモのおきてスペシャル2（2014年9月）★
- オリエント急行殺人事件（2015年1月11日・12日）
- 早子先生、結婚するって本当ですか?（2016年4月 - 6月）
- 黒井戸殺し（2018年4月14日）
- メゾン・ド・ポリス（2019年1月 - 3月、TBS）
- 4分間のマリーゴールド（2019年10月 - 12月、TBS）★
- 危険なビーナス（2020年10月 - 12月、TBS）
- プロミス・シンデレラ（2021年7月 - 9月、TBS）
- 夕暮れに、手をつなぐ（2023年1月 - 3月、TBS）
- 笑うマトリョーシカ（2024年7月 - 9月、TBS）★
- 人事の人見（2025年4月 - ）

#### プロデュース・補
- 古畑任三郎 すべて閣下の仕業（2004年1月3日）
- ワンダフルライフ（2004年4月 - 6月）
- 松本清張 黒革の手帖（2004年10月 - 12月、テレビ朝日）

### 映画

#### プロデューサー
- チェスト!（2008年4月19日公開、ティ・ジョイ）
- 累 -かさね-（2018年9月7日公開、東宝）
- ういらぶ。（2018年11月9日公開、アスミック・エース）

#### アソシエイト・プロデューサー
- キャッチ ア ウェーブ（2006年4月29日公開、ワーナー・ブラザース）
- ラストラブ（2007年6月16日公開、松竹）